# Cavalo-marinho

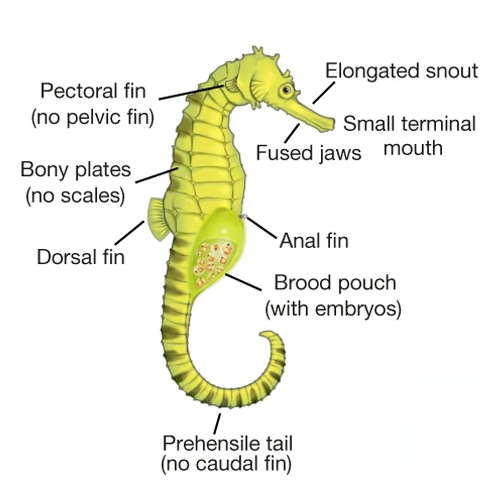
Diagrama corporal de um cavalo-marinho.

Hippocampus é um gênero de peixes ósseos, pertencente à família Syngnathidae, de águas marinhas temperadas e tropicais que engloba as espécies conhecidas pelo nome comum de cavalo-marinho.

## Descrição
Os cavalos-marinhos, do coletivo: manada. Caracterizam-se por terem uma cabeça alongada, com filamentos que lembram a crina de um cavalo, e por exibirem mimetismo semelhante ao do camaleão, podendo mudar de cor e mexer os olhos independentemente um do outro. Nadam com o corpo na vertical, movimentando rapidamente as suas barbatanas. Algumas espécies podem ser confundidas com plantas marinhas, corais ou anêmonas marinhas. Geralmente medem entre 15 e 18 centímetros, mas podem medir desde 13 a 30 centímetros, dependendo da espécie, com peso entre 50 e 100 gramas. Vivem em águas de regiões de clima temperado e tropical.
Todas as espécies de cavalos-marinhos estão em perigo de extinção. Uma das causas é pesca predatória e a destruição de habitat. Outra causa é o captura frequente deles para serem usados como peça de decoração ou simplesmente serem criados em um aquário.
Existem três espécies brasileiras de cavalos-marinhos, o Hippocampus erectus, Hippocampus reidi e o Hippocampus patagonicus, que foi descoberto em 2004.

## Nome científico

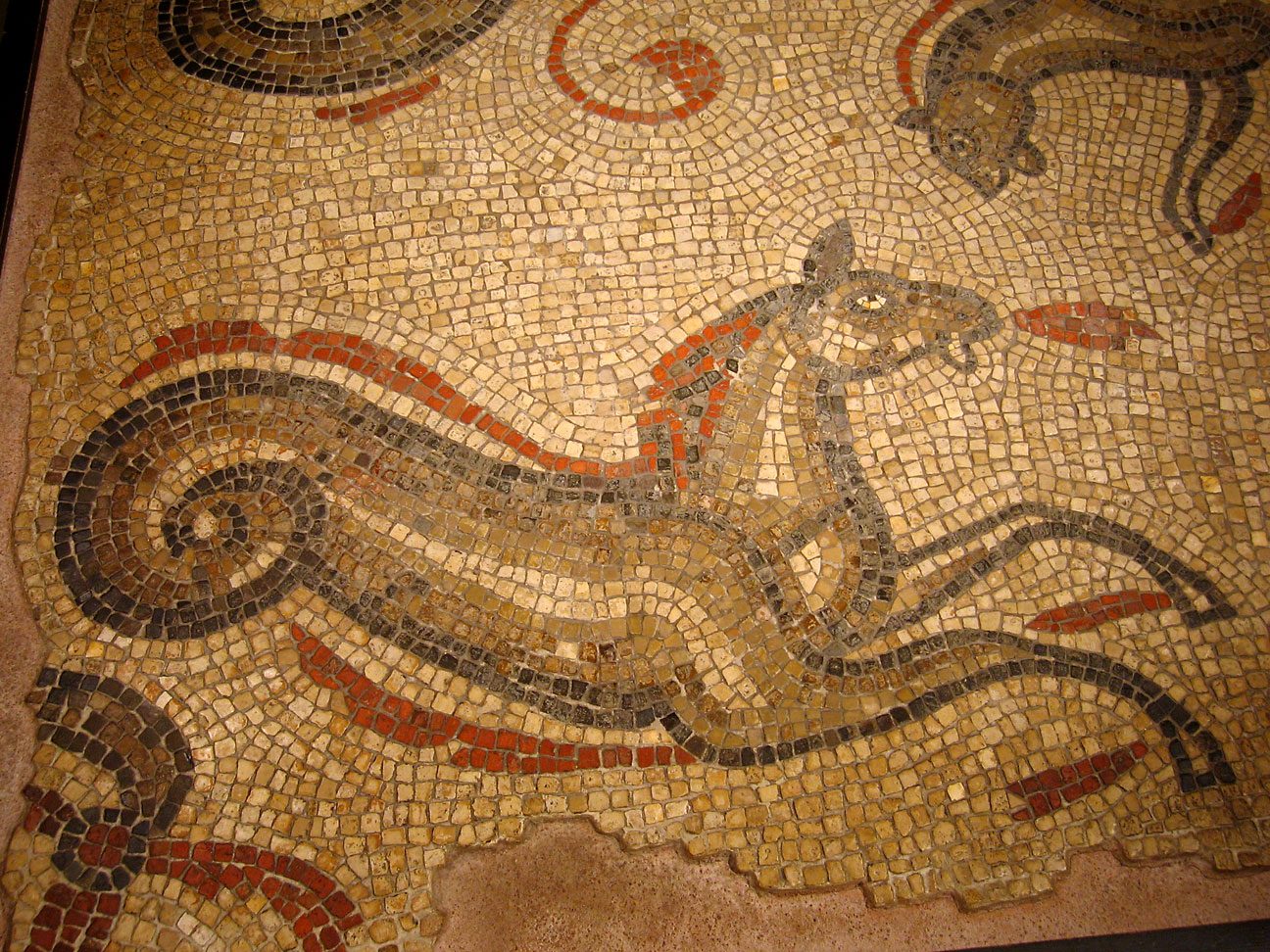
Um hipocampo em um mosaico romano.

Os hipocampos eram seres da mitologia grega (séquitos de Poseidon), que possuíam as partes superiores de seus corpos iguais a de um cavalo, com crina membranosa, guelras e membranas interdigitais nos supostos cascos, e suas partes inferiores eram a de um peixe ou golfinho, por isso eram conhecidos como "cavalos-marinhos".

## Hábitos alimentares
As espécies desse gênero são carnívoras. Alimentam-se de pequenos crustáceos, moluscos, vermes, e plâncton, que são sugados através de suas bocas tubulares. Como eles não tem o costume de irem atrás de alimento, eles comem o que estiver passando por eles. A cauda desses animais  é  longa e preênsil, o que permite que eles se agarrem às plantas submarinas enquanto se alimentam.

## Reprodução
A reprodução dos cavalos-marinhos geralmente ocorre na primavera. Para se reproduzirem, as fêmeas dos cavalos-marinhos dão preferência ao macho de maior tamanho corporal e que tenha mais ornamentos em seu corpo. Para que os machos consigam uma fêmea para se reproduzirem, eles também precisam atraí-la fazendo uma dança do acasalamento.
A reprodução inicia quando os Óvulos da espécie são transferidos da bolsa incubadora da fêmea para a do macho, no momento do acasalamento. Os Óvulos, já na bolsa incubadora do macho, que se localiza na base de sua cauda, são fertilizados por esperma que o próprio macho libera lá dentro. Dois meses mais tarde, os Óvulos eclodem e o macho realiza violentas contorções para expelir os filhotes, que estão dentro da sua bolsa incubadora.
Os filhotes, quando nascem, são transparentes e medem menos de um centímetro, mas com variações, dependendo da espécie. Eles sobem logo à superfície para encherem suas bexigas natatórias de ar, para poderem se equilibrar na água ao nadarem. Após nascerem, já são totalmente independentes de seus pais, mesmo sendo frágeis. Um cavalo-marinho macho geralmente gera 100 a 500 filhotes por gestação, dependendo da espécie. Geralmente, quase 97% dos filhotes de cavalos-marinhos são mortos por predadores naturais, que são, geralmente, peixes maiores.

## Espécies

### Localização
Existem cerca de 48 espécies classificadas de cavalos-marinhos, que são encontradas principalmente em águas rasas tropicais e temperadas em todo o mundo, preferindo viver em áreas abrigadas, tais como leitos de algas marinhas, estuários, recifes de corais ou mangues. Nas águas do Pacífico vive a maior das espécies Hippocampus ingens, que atinge cerca de 30 centímetros. No Brasil são registradas três espécies: H. erectus (abundante em todo o oceano Atlântico, desde a Nova Escócia até o Uruguai), H. reidi (a espécie mais comum no litoral brasileiro) e H. patagonicus.
O cavalo-marinho comum (Hippocampus hippocampus) é natural do Atlântico Norte, sendo encontrado também no litoral lusitano e no mar Mediterrâneo, onde compartilha o habital com outras duas espécies: o H. guttulatus (o cavalo-marinho-de-focinho-longo) e H. fuscus (o pônei-do-mar). Nessas áreas, os machos ficam dentro de 1 metro quadrado em seu território, enquanto fêmeas variam de cerca de cem vezes isso. Outras espécies que podem ser mencionadas incluem H. algiricus do litoral atlântico da África (incluindo Angola) e H. camelopardalis que habita o canal de Moçambique.

### Lista de espécies
- Hippocampus algiricus
- Hippocampus angustus
- Hippocampus barbouri
- Hippocampus borboniensis
- Hippocampus breviceps
- Hippocampus camelopardalis
- Hippocampus capensis
- Hippocampus casscsio
- Hippocampus comes
- Hippocampus coronatus
- Hippocampus curvicuspis
- Hippocampus denise
- Hippocampus erectus
- Hippocampus fisheri
- Hippocampus fuscus
- Hippocampus guttulatus
- Hippocampus haema
- Hippocampus hippocampus
- Hippocampus ingens
- Hippocampus japapigu
- Hippocampus jayakari
- Hippocampus kelloggi
- Hippocampus kuda
- Hippocampus lichtensteinii
- Hippocampus minotaur
- Hippocampus mohnikei
- Hippocampus nalu
- Hippocampus patagonicus
- Hippocampus reidi
- Hippocampus sindonis
- Hippocampus spinosissimus
- Hippocampus subelongatus
- Hippocampus trimaculatus
- Hippocampus whitei
- Hippocampus zebra
- Hippocampus zosterae

### Cavalos-marinhos pigmeus
Cavalos-marinhos pigmeus tem menos do que 15 milímetros (0,59 in) de altura e 17 milímetros (0,67 in) de largura. Anteriormente, o termo foi aplicado exclusivamente para a espécie H. bargibanti. Mas, desde 1997, as descobertas fizeram este termo obsoleto. As espécies H. minotauro, H. denise, H. colemani, H. pontohi, H. severnsi e H. satomiae têm sido descritas assim. Outras espécies, que ainda não foram classificadas, também têm sido relatadas em livros, revistas de mergulho e na internet. Eles podem ser distinguidos de outras espécies de cavalos-marinhos pelos seus anéis de tronco 12, baixo número de anéis de cauda em comparação com os cavalos-marinhos normais (26-29), a localização na qual jovens são postos na região do tronco dos machos e seu tamanho extremamente pequeno. A análise molecular (de RNA ribossômico) de 32 espécies Hippocampus descobriram que H. bargibanti pertence a um clado separado de outros membros do gênero e, portanto, que as espécies divergiram das outras espécies em um passado "antigo". Cavalos-marinhos pigmeus são melhor camuflados e vivem em estreita associação com outros organismos, incluindo hidrozoários coloniais (Lytocarpus e Antennellopsis), algas coralíneas (Halimeda) fãs do mar (Muricella, Annella, Acanthogorgia). Isto, combinado com seu pequeno porte, explica por que a maioria das espécies só foram notadas e classificadas a partir de 2001.

## Na medicina tradicional
As populações de cavalos-marinhos estão sendo ameaçadas nos últimos anos pela pesca excessiva e a destruição de habitat. As espécies de cavalos-marinhos são usadas na medicina tradicional chinesa e aproximadamente 20 milhões são capturados a cada ano e vendidos para esta finalidade. Cavalos-marinhos não são facilmente criados em cativeiro pois são muito suscetíveis à doença e acredita-se que os "selvagens" têm melhores propriedades medicinais comparadas a cavalos-marinhos de aquário. Os cavalos-marinhos são também utilizados como medicamentos pelos indonésios, filipinos e muitos outros grupos étnicos. Importação e exportação de cavalos-marinhos tem sido controlada pela CITES desde 15 de maio de 2004. No entanto, Indonésia, Japão, Noruega e Coreia do Sul decidiram optar por sair das regras comerciais estabelecidos pela CITES. O problema pode ser exacerbado pelo crescimento de comprimidos e cápsulas como o método preferido de ingerir a medicação à base de cavalos-marinhos. Eles são mais baratos e acessíveis do que os tradicionais e o conteúdo é mais difícil de rastrear. Os cavalos-marinhos devem ter de um certo tamanho e qualidade antes de serem aceites pelos praticantes da medicina tradicional chinesa (MTC) e consumidores. O declínio da disponibilidade e da preferência aos de grande porte torna possível para os comerciantes da MTC venderem os mais jovens, o que não era comum anteriormente. Hoje, quase um terço dos cavalos-marinhos vendidos na China são pré-embalados, aumentando a pressão sobre as espécies.